# Majida Boulila

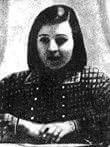
Majida Boulila (1952)

Majida Boulila (مجيدة بوليلة) (Geburtsname Majida Baklouti (مجيدة البقلوطي)) (* 12. November 1931 in Sfax; † 4. September 1952 ebenda) war eine tunesische Aktivistin.
Boulila war eine Aktivistin der tunesischen Nationalbewegung, die 1956 die tunesische Unabhängigkeit erreichte. Sie hatte eine für eine Frau im kolonialen Tunesien ausgezeichnete Schulbildung und gründete selbst eine kleine Mädchenschule nahe des Viertels Nasriya in Sfax. Sie war Mitglied der Islamischen Frauenunion (الاتّحاد النسائي الإسلامي التونسي - al-ittiḥād an-nisāʿī al-ʿislāmī at-tūnisī) und gründete 1949 einen Ableger der Gruppe in Sfax. Im Jahr 1950 initiierte sie außerdem die Bildung einer Mädchen- sowie einer Frauengruppe der Neo-Destour-Partei.
Aufgrund ihrer nationalistischen Aktivitäten stand Boulila unter Beobachtung der französischen Kolonialbehörden, bis sie schließlich 1952 nachts aus ihrem Haus abgeführt und verhaftet wurde. Zunächst wurde sie im Gefängnis Rba't in einem der Vororte von Sfax festgehalten und dann in das Gefangenenlager Téboursouk verlegt, während sie mit ihrer zweiten Tochter schwanger war. Als sie das Ende ihrer Schwangerschaft erreichte, beschlossen die Kolonialbehörden, sie zum regionalen Krankenhaus in Sfax zu bringen, wo sie am 4. September 1952 an postpartalen Blutungen starb.
Heute sind die größte Allee in Sfax, die Avenue Majida Boulila und ein Gymnasium, das Lycée Majida Boulila nach ihr benannt. Weiterhin trägt auch ein Verein des regionalen Kulturausschusses der Stadt Sfax der sich für die Emanzipation der tunesischen Frauen einsetzt ihren Namen.